# Андреевка (Кемеровская область)
Андре́евка — село в Кемеровском районе Кемеровской области. Входит в состав Елыкаевского сельского поселения.

## География
Центральная часть населённого пункта расположена на высоте 221 метра над уровнем моря.

## Население
По данным Всероссийской переписи населения 2010 года, в селе Андреевка проживает 1229 человек (601 мужчина, 628 женщин).

## Транспорт
Общественный транспорт представлен автобусными и таксомоторными маршрутами.
Автобусные маршруты:
- №156: КЭМЗ — д. Солонечная — д. Андреевка — Журавлевские горы

## Образование
- Детский сад, школа, ПТУ 77